# Лір (журнал)
Лір (фр. Lire — читання, читати) — французький літературний журнал, присвячений французькій та зарубіжним літературам. Заснований в 1975 році Жаном-Луї Серван-Шребером та Бернаром Піво. На 100%: належить групі Експрес-Руларта. Наклад в 2010 році становив 60 000 примірників.

## Редакція
- Директор журналу : Франсуа Бюснель
- Головний редактор : Філіп Деларош [2]